# خمیده‌خزنده‌سانان
خمیده‌خزنده‌سانان (نام علمی: Ankylosauria) نام یک بالاخانواده از راسته پرنده‌کفلان است.